# Homer Lane
Homer Lane (1875 - 1925) foi um educador estadunidense. Defendia que o comportamento e o desenvolvimento das crianças era melhor quando elas tinham a oportunidade de ter mais controle sobre suas vidas.
Nasceu em Connecticut e começou a dar aulas numa escola em Southborough, Massachusetts. Depois foi para Detroit, onde trabalhou com jovens que haviam cometido crimes. Em 1912 foi para a Inglaterra onde fundou a escola Little Commonwealth. Essa escola foi uma das maiores  influências para A. S. Neill, fundador de Summerhill
Morreu em Paris, após ter sido deportado da Inglaterra.